# شب‌خروش نی‌لبک‌زن گلوسرخ
شب‌خروش نی‌لبک‌زن گلوسرخ (نام علمی: Pipile cujubi) نام یک گونه از سرده شب‌خروش نی‌لبک‌زن است.